# Marble Hill (Missouri)
Marble Hill település az Amerikai Egyesült Államok Missouri államában, Bollinger megyében, melynek megyeszékhelye is. Lakosainak száma 1388 fő (2020. április 1.).

## Népesség
A település népességének változása:

| 2010 | 1 477 |
| 2020 | 1 388 |